# Lumateperon

Strukturformel

Lumateperon med handelsnamn Caplyta är ett atypiskt antipsykotikum, utvecklat av  Intra-Cellular Therapies och licenserat av Bristol-Myers Squibb. Det ska även lindra vid bipolärt syndrom, depression samt sömn och beteende vid demens. Det har passerat klinisk prövning fas III. Cirka 60 milligram av medlet visade sig effektivt vid behandling av Schizofreni. Har låg eller ingen risk för förlängt Qt intervall och det visade låg risk för viktökning.
Lumateperon har genomgått all klinisk prövning och blev FDA godkänd 20 december 2019. Ett neuroleptikum som kommer distribueras bland människor. Det finns på apoteken första kvartalet 2020 i USA. 

## Farmakologisk verkan
Lumateperon har en egenskap som gör omfördelad ordning vid antagonism av dopaminreceptorer. Den är sedan en muskarinantagonist. Höga kroppstemperaturer vanligt.

## Effektivitet
Det finns studie på Caplyta. En studie kom fram till att effekten var likvärdig med 4 mg Risperdal (som tillhör de med starkast effekt).

## Biverkningar
Vanligaste sidoeffekt är sömnighet vilket inträffar upp till 24% av totala användare. Användare kan få illamående och det förekommer bland 9 procent samt muntorrhet som förekommer bland 6 procent.
Enligt tillverkaren kan viktökning förekomma, men tillverkaren uppger att flera användare får viktminskning lite grann.

## Farmakokinetik
Det doseras 1 gång/dygn, som kapsel, och ihop med föda - för absolut bästa optimala effekt, som möjligt.